# サンクトペテルブルク植物園
サンクトペテルブルク植物園、もしくはコマロフ植物研究所植物園（サンクトペテルブルクしょくぶつえん、ロシア語: Ботанический сад Ботанического института им. В. Л. Комарова РАН, ラテン文字転写: Botanic Gardens of the Komarov Botanical Institute、ソビエト連邦時代の植物学者、ウラジーミル・レオンテヴィッチ・コマロフに因む）はロシア最古の植物園である。ロシア科学アカデミーが運営している。8万種以上の植物が栽培されている。

## 歴史
起源は1714年にピョートル1世の命令で薬草園が造られたのに始まる。敷地は拡大され、エカチェリーナ2世の時代には640m×425mの広さになっていた。鎮痛、解熱などに効能を持つセイヨウナツユキソウなどが栽培された。ドイツから、ヨハン・クリスティアン・ブックスバウムやヨハン・ゲオルク・ジーゲスベックといった植物学者が招かれ、地域を採集旅行し、植物の種類が増やされた。18世紀から19世紀にかけては皇帝侍医のブルーメントロスト(Laurentius Blumentrost)やイワン・レピョーヒンらが植物園を管理した。
1823年に内務大臣、ヴィクトル・コチュベイが改革を推進し、薬草園と科学のための植物園に分離され、アレクサンドル1世の時代に帝立植物園(Императорский Ботанический сад)となり、フリードリヒ・エルンスト・ルートヴィヒ・フィッシャーが初代の園長となった。フィッシャーのもとでは、甲虫学者として知られるようになるファルダーマン(Franz Faldermann)が、園丁として働いた。1830年から帝室大臣（ministry of the Imperial Court）が費用を支出し、多くの資金を得ることができた。1850年にフィッシャーが引退し、カール・アントン・マイヤーが園長職を継いだ。1855年にマイヤーが没すると園長の役割は植物園の管理と、研究を指導する役割に分けられることになった。1863年から財務省（Ministry of National Property）の管理となり、ロシア大公ニコライ・ニコラエヴィチと帝立科学アカデミー（ロシア科学アカデミー）が資金を援助した。1864年からはエルンスト・ルドルフ・フォン・トラウトフェッターが園長を務めるが、植物研究は主任植物学者のエドゥアルト・アウグスト・フォン・レーゲル、セルゲイ・ロザノフ、カール・ヨハン・マキシモヴィッチらの植物学者が担うことになった。1866年にレーゲルが園長となった。
この時代にはアレクサンドル・ベッカーやニコライ・セヴェルツォフ、ニコライ・プルジェヴァリスキーといった探検家、植物コレクターが各地で収集した植物を植物園にもたらした。
1873年のウィーン万国博覧会に、展示を行い、主任研究員のレーゲルは学芸員のヨハネス・テオドール・シュマルハウゼンを参加させ、国際的に評価された後、多くの博覧会に参加し国際的な活動をするようになり、外国からの植物の導入が図られた。マキシモヴィッチの活動によって中国や、モンゴルの植物も集められた。1892年にアレクサンドル・バターニン（Alexandre Bataline）がロシア人の最初の園長となった。1913年に、「ピョートル大帝帝立植物園」の名前に改称されたが、ロシア革命を迎えることになった。
革命後名称は、「ソビエト・ロシア共和国主植物園」(Главный ботанический сад РСФСР.)、「ソビエト連邦植物園」( Главный ботанический сад СССР.)と代えられるが、植物研究に用いられ、1930年からソビエト科学アカデミーが管理し、1931年にソビエト科学アカデミーの植物研究所に統合された。1938年から1944年と1948年から1958年の間はセルゲイ・ソコロフ(Sergej Yakovlevich Sokolov:1897-1971)が園長を務めた。第二次世界大戦のレニングラード包囲戦で植物園も甚大な被害を受け、1941年11月の爆撃で温室は破壊され栽培されていた熱帯の植物は所員が自宅に持ち帰れた物などを除いて、一夜にして失われた。戦争以前に約6300種あった植物は約800種にまで減少した。
戦後、植物園は再建され、温室が建設され、植物が集められ、種の数は戦前を越えるまでに回復した。

## 植物園の画像

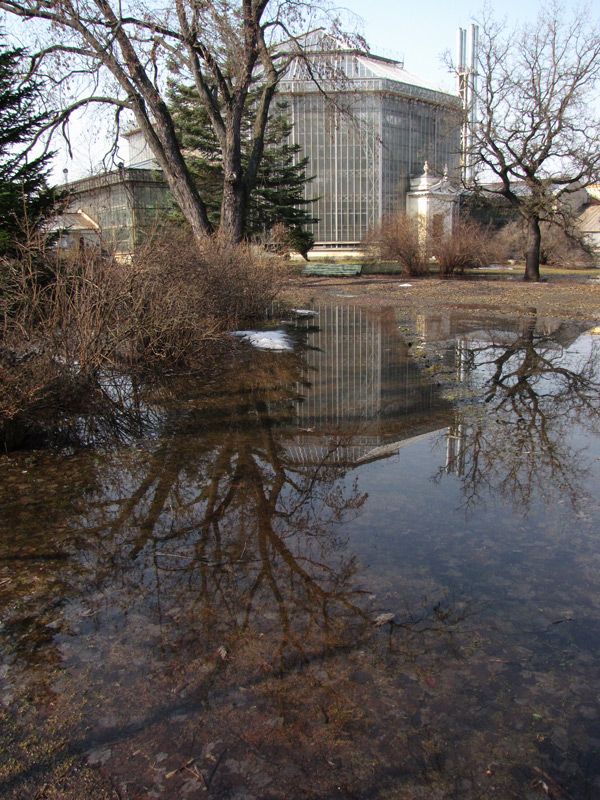
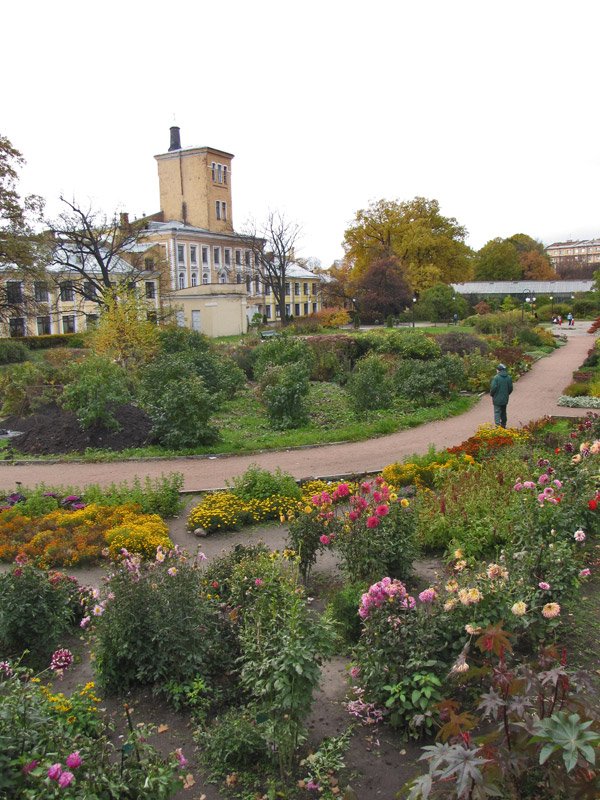
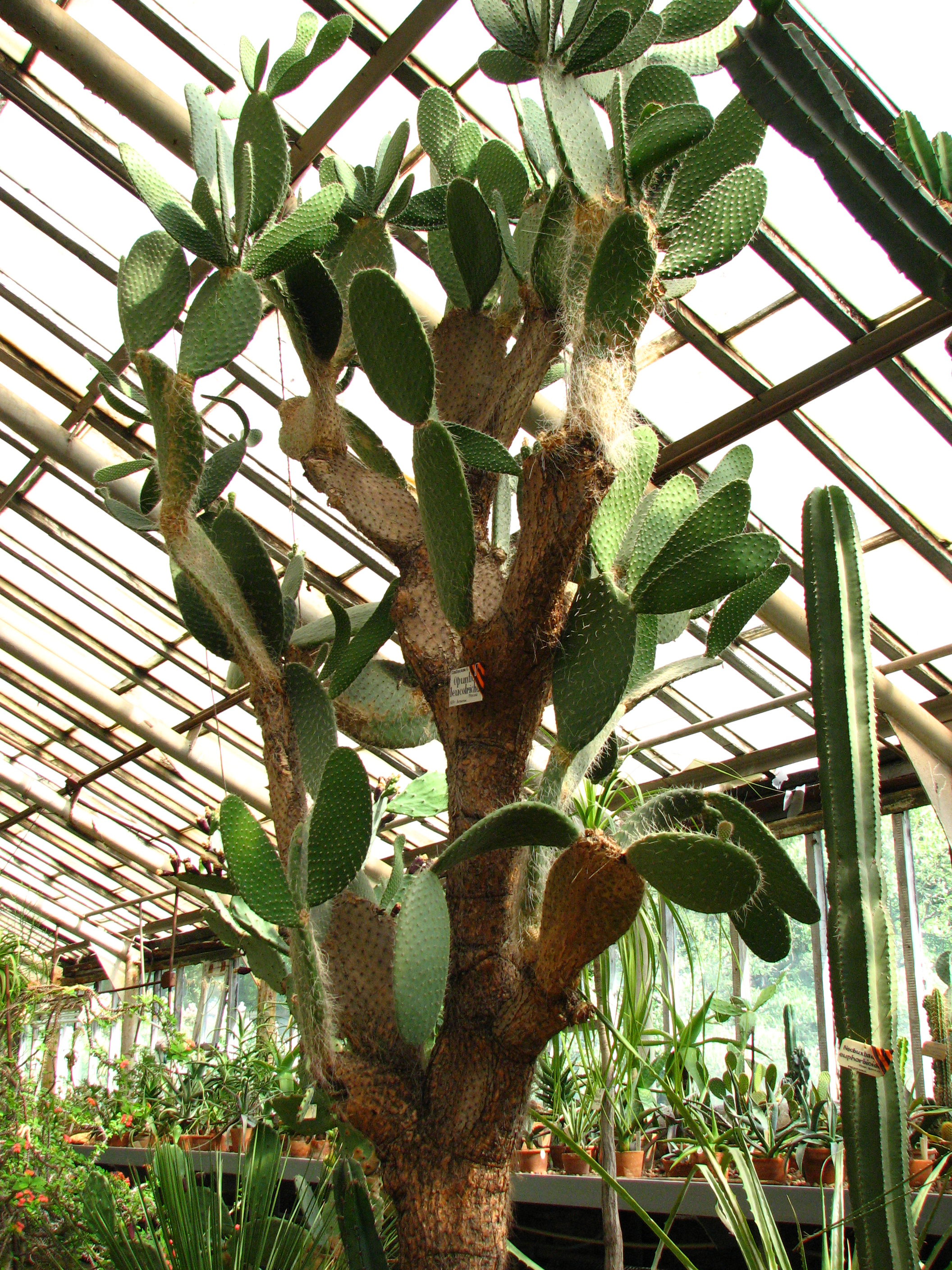
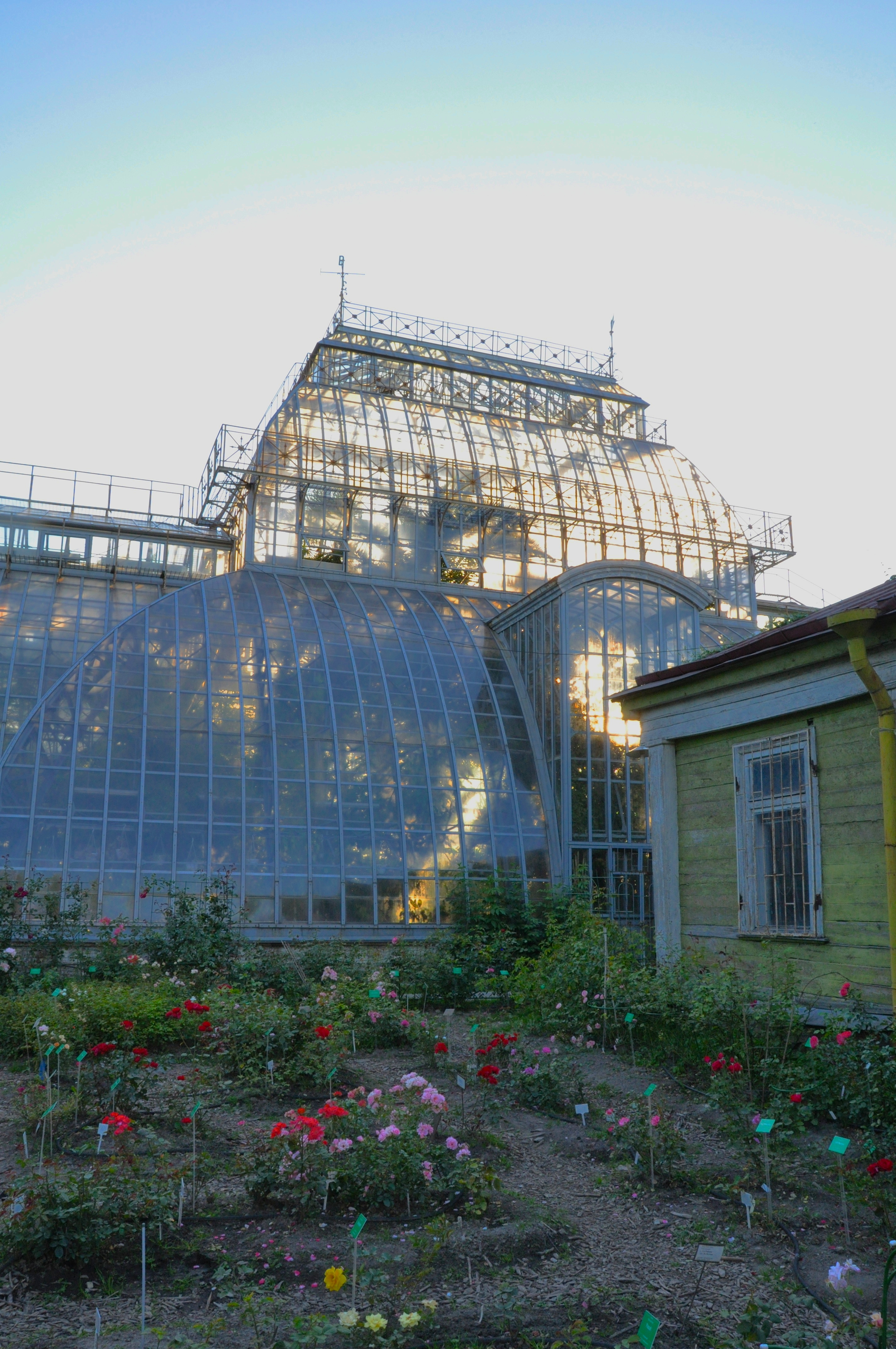
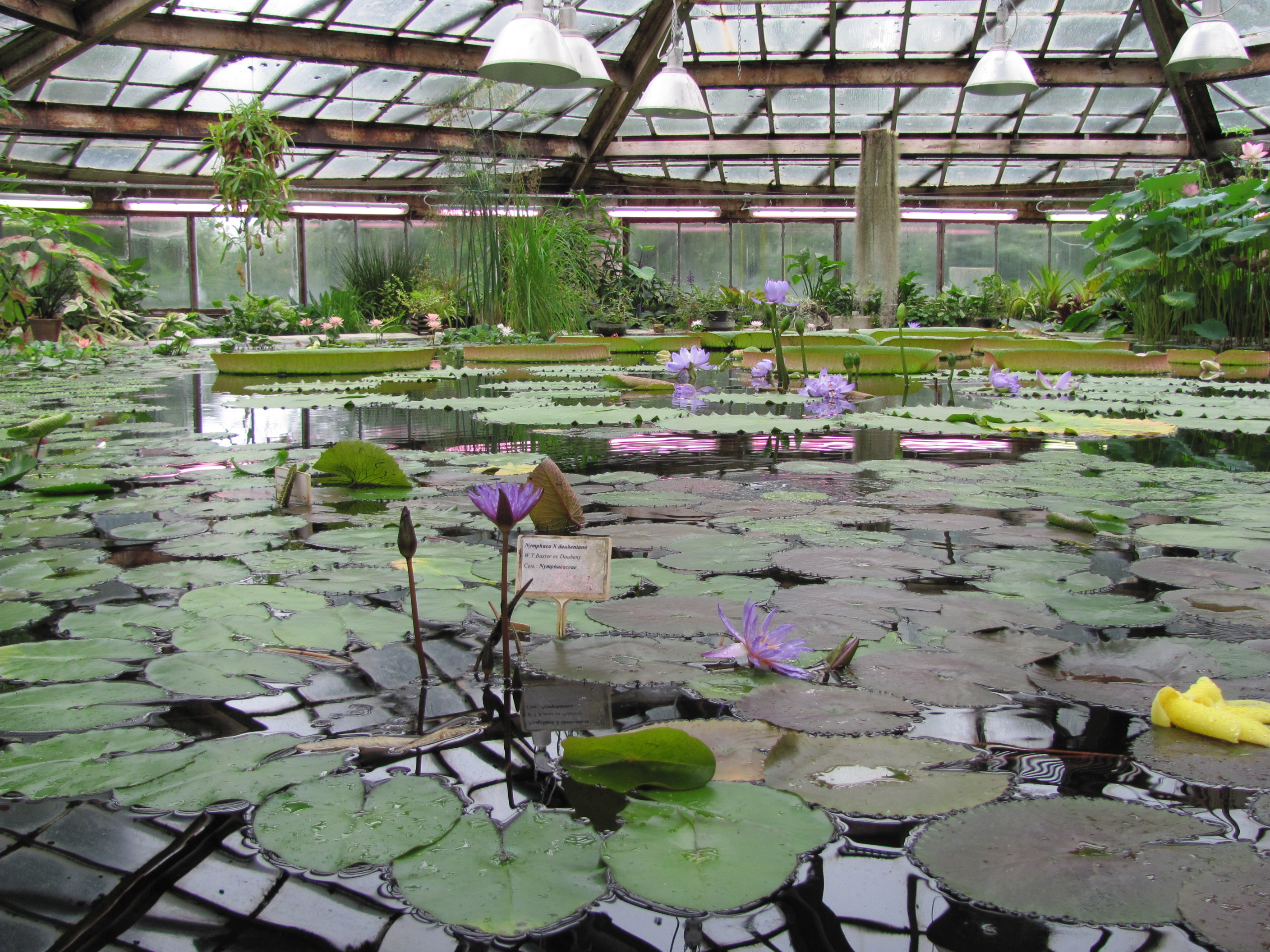